# Citron (papillon)
Gonepteryx rhamni
Pour les articles homonymes, voir Citron (homonymie).
Espèce
Statut de conservation UICN

 LC : Préoccupation mineure
Le Citron (Gonepteryx rhamni) est une espèce de lépidoptères de la famille des Pieridae, répandue en Eurasie.

## Noms vernaculaires
- En français : le Citron, ou plus rarement le Limon ou la Piéride du Nerprun[1].
- En anglais : common brimstone.
- En allemand : Zitronenfalter.
- En néerlandais : citroenvlinder.
- En polonais : latolistek cytrynek ou listkowiec cytrynek.

## Description

### Papillon
L'imago du Citron est un papillon dont l'envergure peut varier de 25 à 55 mm (le plus souvent 40 à 45), avec des ailes découpées en forme de feuille. L'espèce présente un dimorphisme sexuel accusé : le dessus des ailes chez le mâle est jaune citron (c'est-à-dire tirant très faiblement sur le vert), jaune clair tirant sur le blanc verdâtre chez la femelle. Un point discoïdal orange marque chaque aile sur le recto, alors que c'est un point brun plus gros sur le revers. La tête et les antennes sont carminées. Le corps est noirâtre et recouvert d'un duvet qui contribue à la thermorégulation. Les ailes antérieures sont falquées, c'est-à-dire à bord externe concave se terminant par un apex pointu recourbé en faucille. Les ailes postérieures ont également le milieu du bord prolongé en une saillie angulaire au niveau de la nervure 3. Les nervures sont indiquées au bord externe par de minuscules points bruns, sauf les nervures 1 à 3 des ailes antérieures qui n'ont pas ces taches marginales. Le dessous des ailes, plus clair et lavé de vert (vert plus franc chez la femelle), a les mêmes dessins et verdit avec l'âge : au repos, le papillon aux ailes fermées prend une coloration cryptique et une forme ressemblant à celle d'une feuille.
La couleur jaune soufre des ailes est due à un pigment, la xanthoptérine, tandis que la verte est due un pigment biliaire, la ptérobiline.

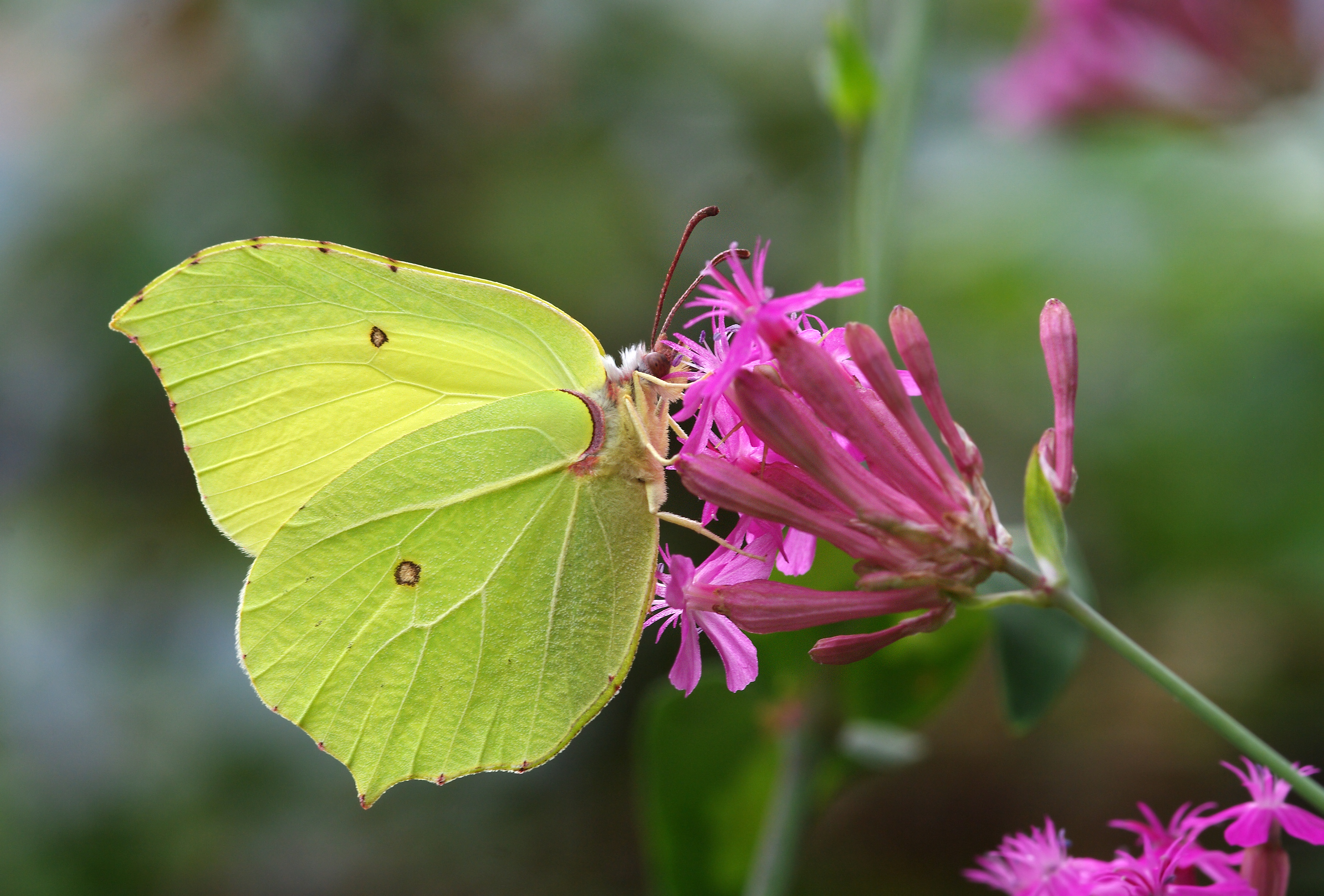
Dessous d'un mâle.
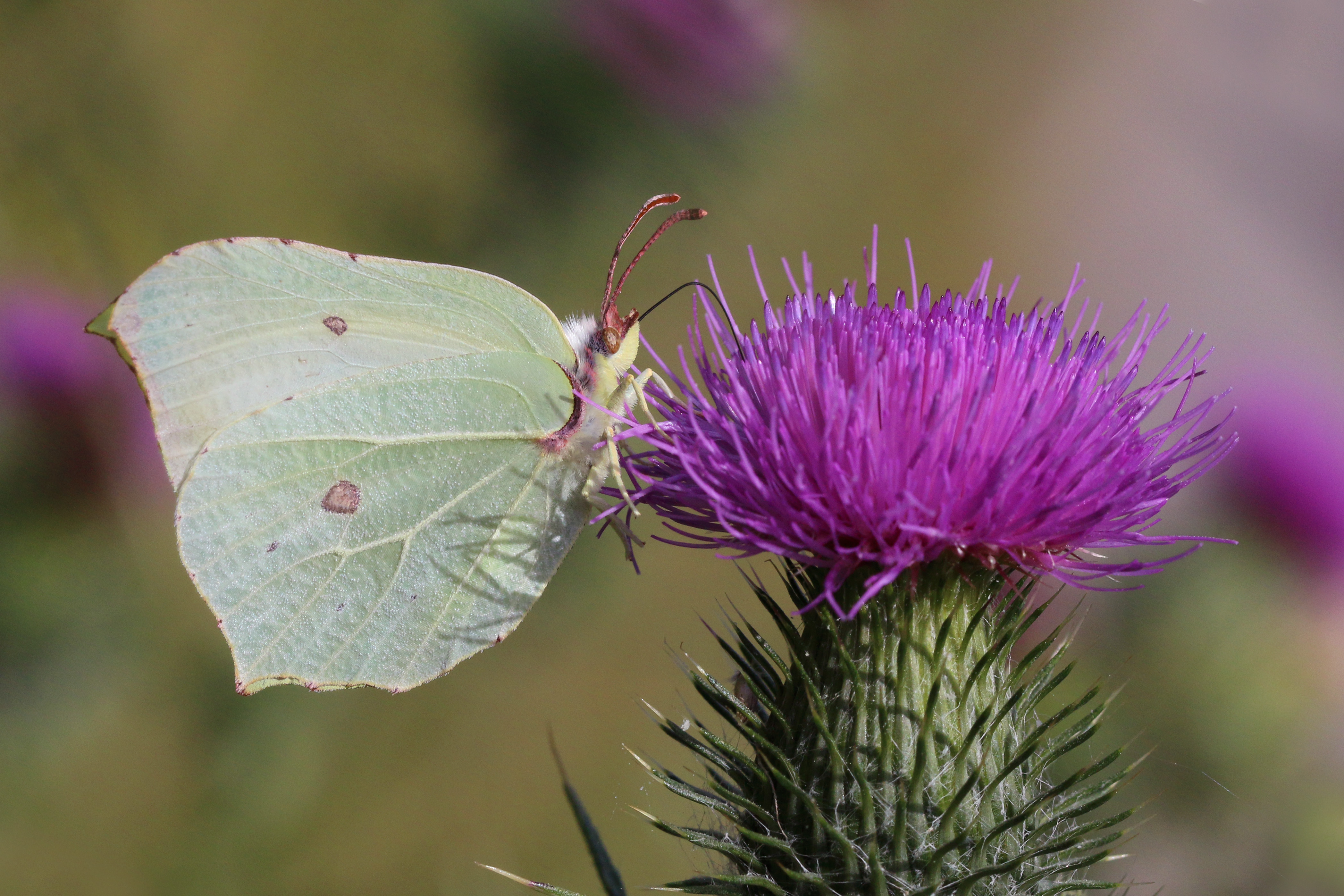
Dessous d'une femelle butinant un chardon.
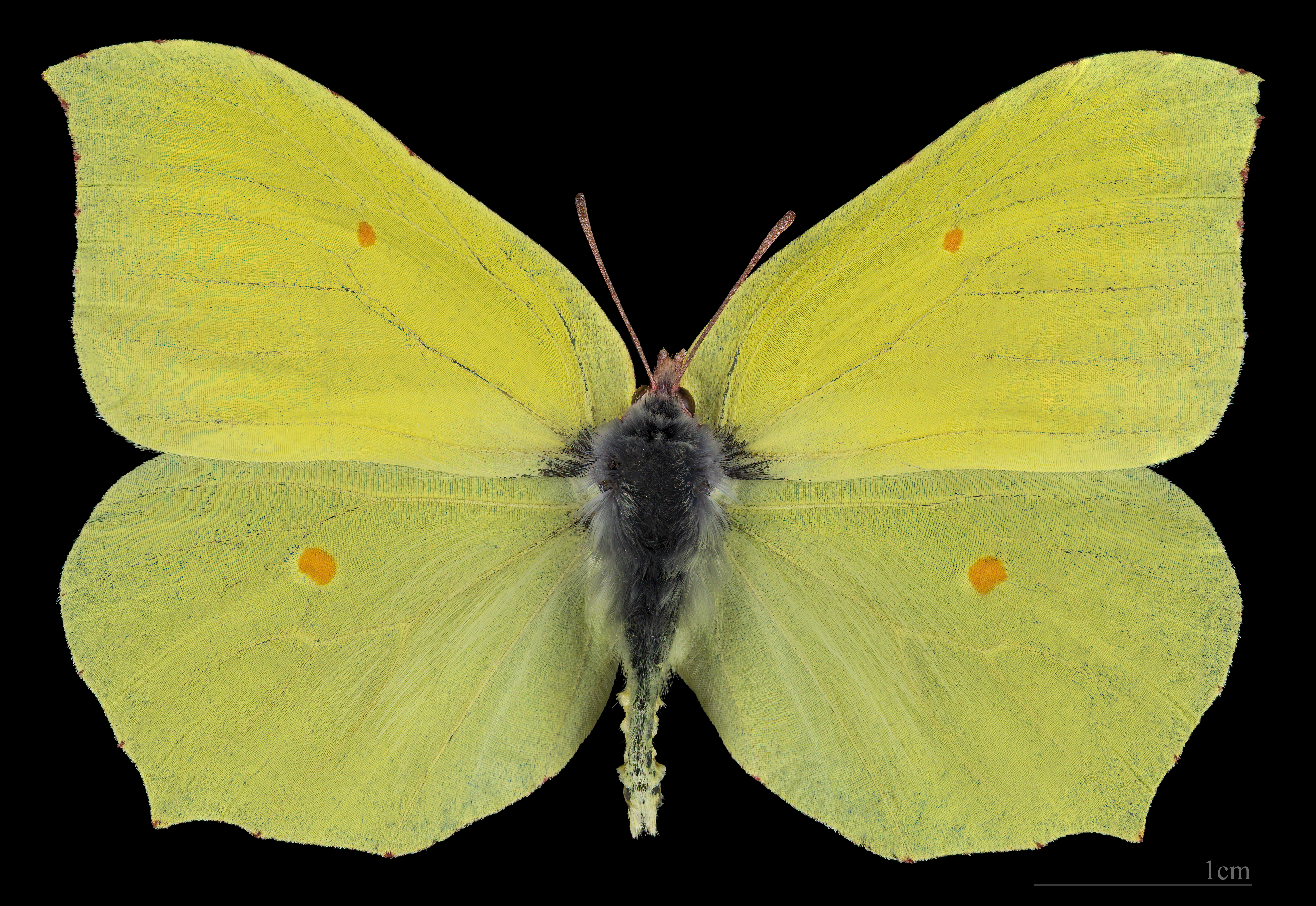
Gonepteryx rhamni ♂  MHNT
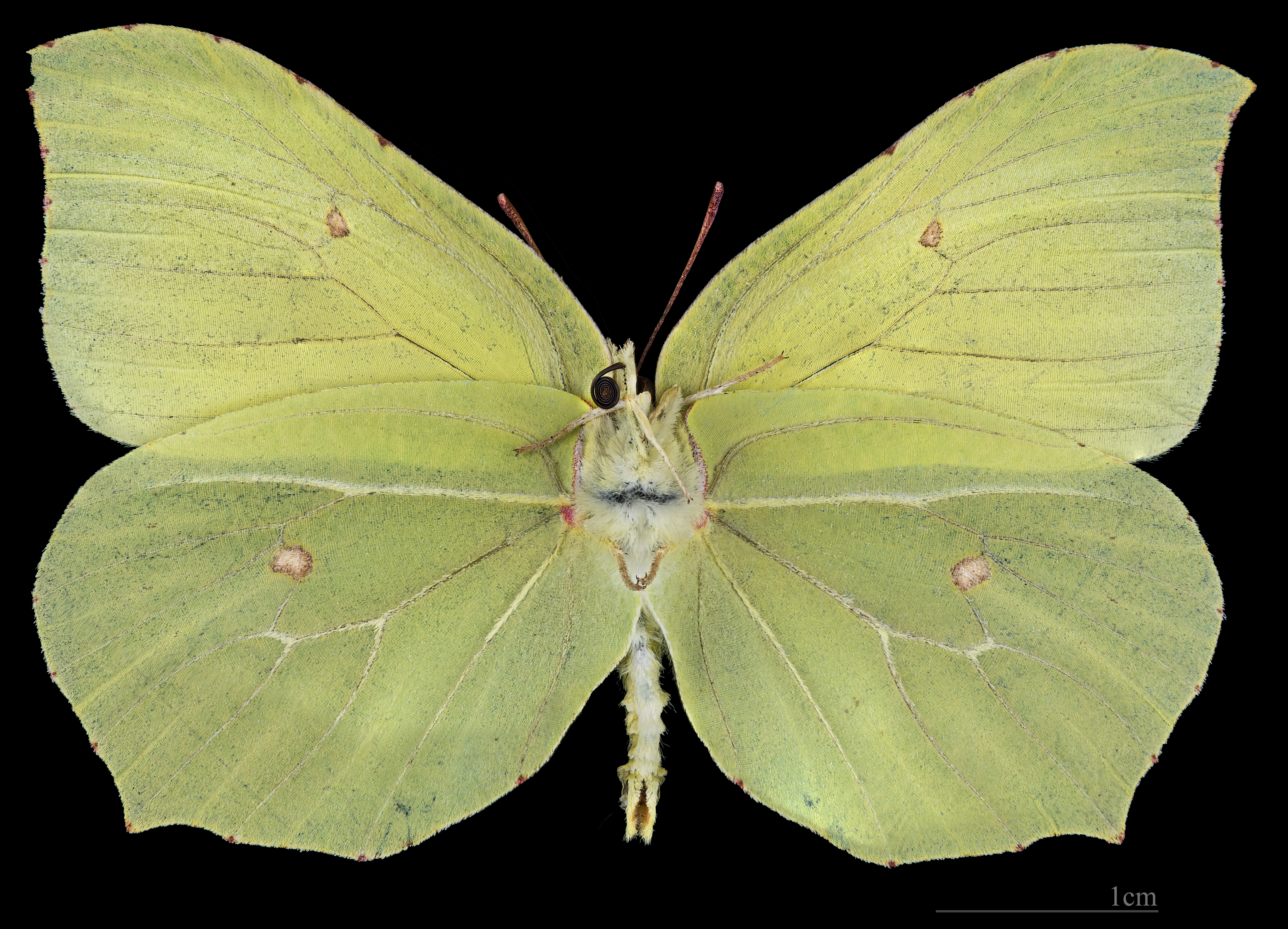
Gonepteryx rhamni ♂  △ MHNT
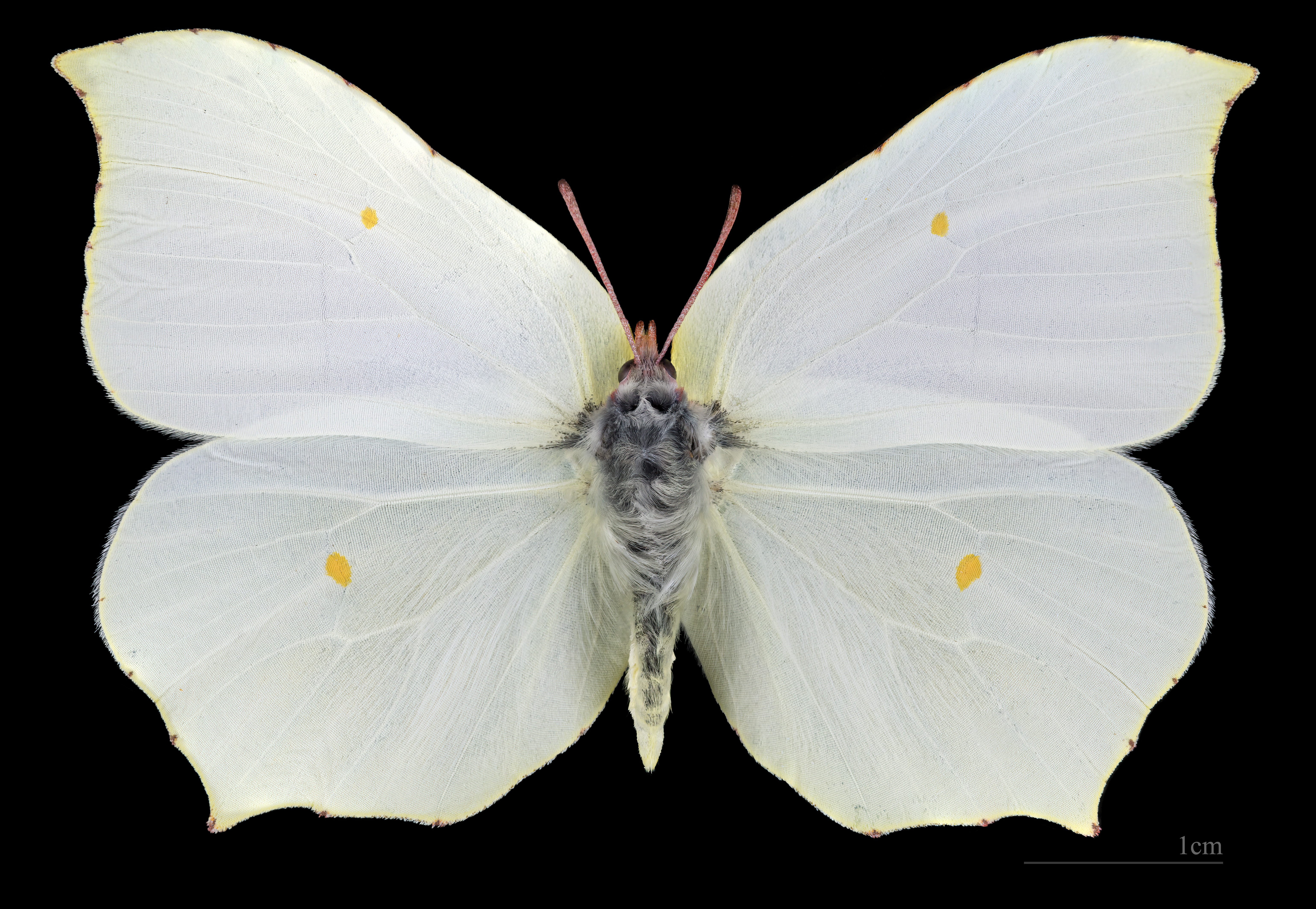
Gonepteryx rhamni ♀ MHNT
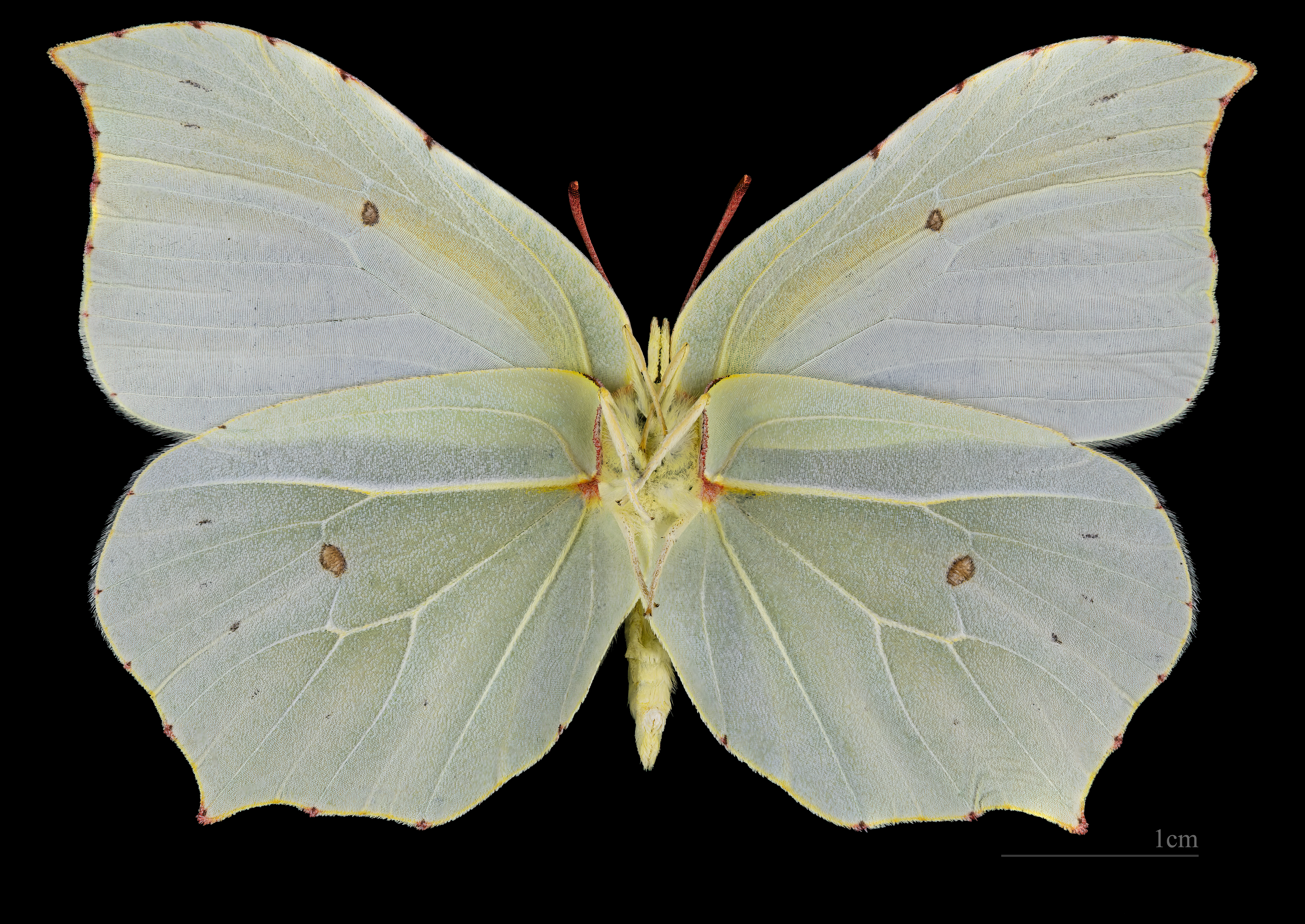
Gonepteryx rhamni ♀ △ MHNT

Si le Citron est dérangé ou capturé, il tombe dans un état cataleptique de mort apparente (phénomène de thanatose).

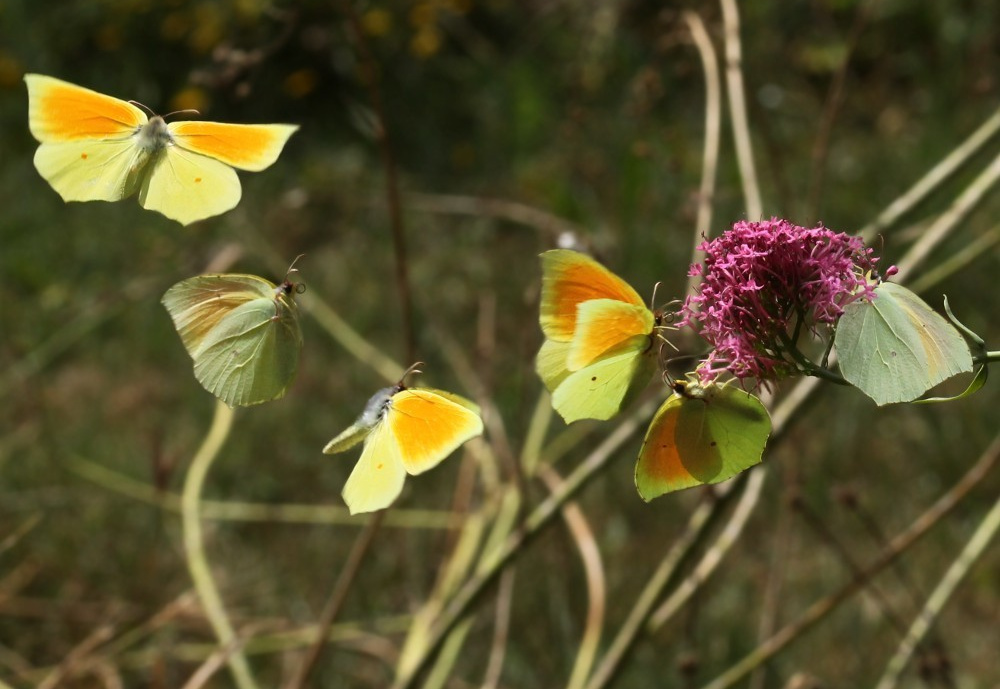
Le Citron de Provence mâle se distingue par sa large plage orangée aux ailes antérieures.

#### Espèces ressemblantes
Dans leur aire de répartition commune, la femelle du Citron est difficile à distinguer de celle du Citron de Provence (Gonepteryx cleopatra), tandis que le mâle de ce dernier se reconnaît facilement à sa large plage orangée aux ailes antérieures. Le Citron ressemble également beaucoup à la Farineuse (Gonepteryx farinosa) dans ses deux sexes.
Il existe une ressemblance plus lointaine avec d'autres piéridés jaunes, qui ont généralement des ailes à bords arrondis alors que celles des Gonepteryx sont falquées.

### Premiers stades
Pondus au début du printemps, les œufs jaunes à vert clair (virant au rouge avec le temps) sont en forme de fuseau, pointus aux deux bouts, côtelés. On les trouve isolés sur les jeunes pousses, les feuilles et les bourgeons éclatés des plantes hôtes, notamment les Rhamnacées. Leur incubation est d'une dizaine de jours.
Les chenilles cylindriques et glabres sont de couleur vert bleuté, finement mouchetées de noir. La partie ventrale des flancs développe, quant à elle, une bande longitudinale blanc terne au dessus des pattes. Leur taille va de 31 à 35 mm au dernier stade. Le développement larvaire a une durée variable, de 3 à 7 semaines, en fonction des conditions climatiques, les chenilles étant observables de mai à juillet. Alors que le mimétisme cryptique des adultes est temporaire, celui des chenilles est permanent, sa couleur verte les rendant difficile à découvrir car elle tranche peu sur celle des feuilles dont elle se nourrit.

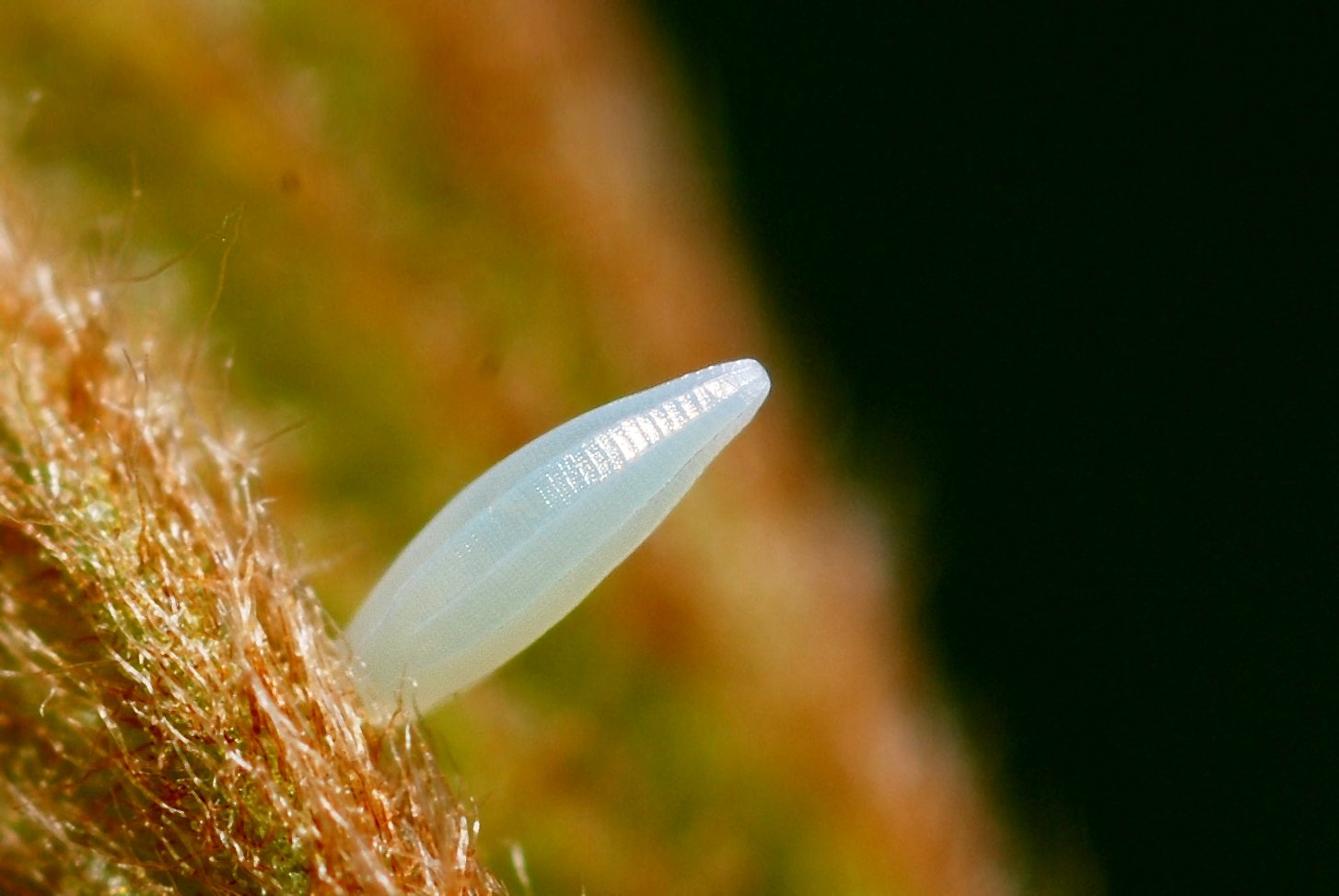
Œuf sur une feuille de Rhamnus
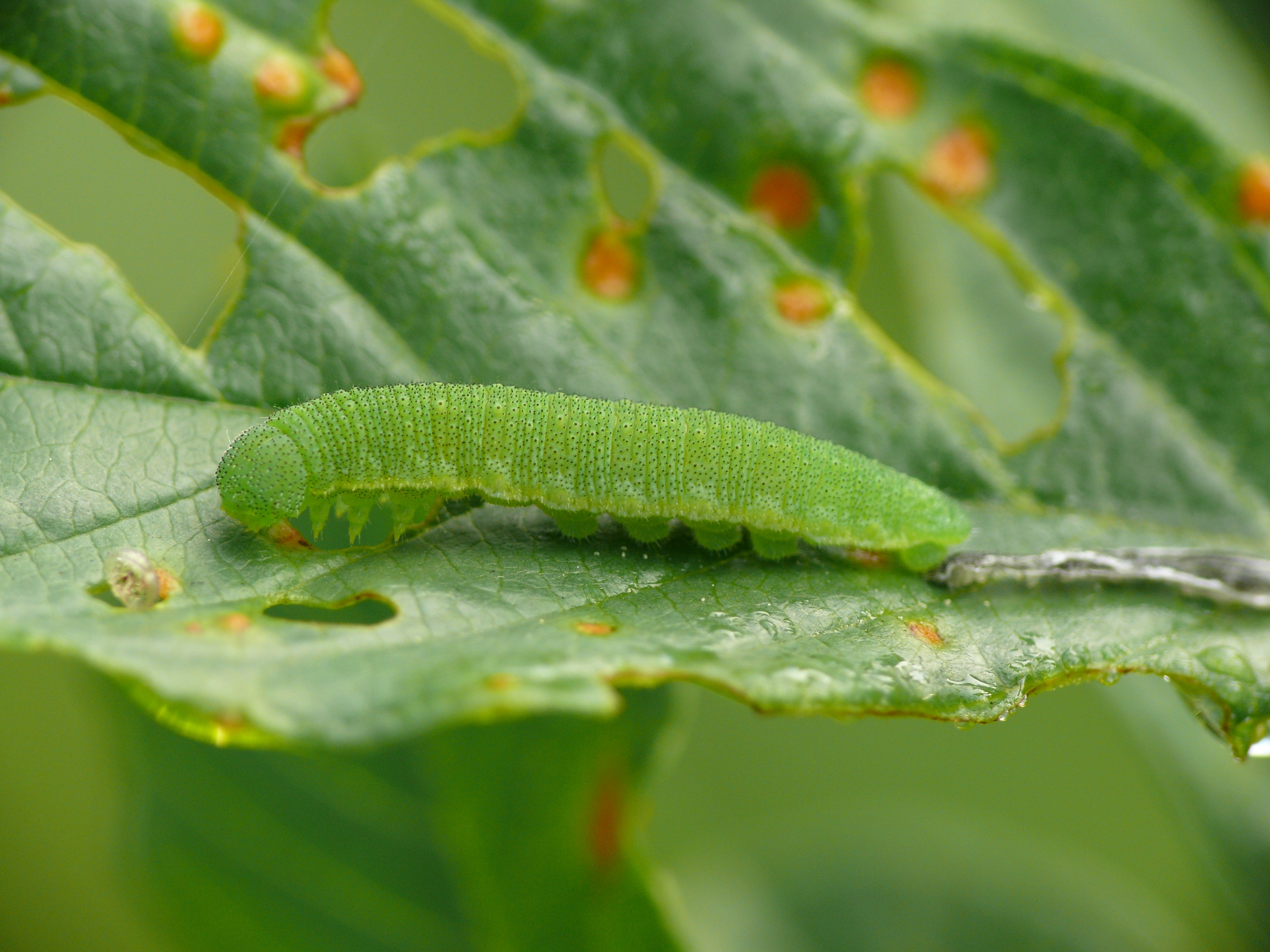
La chenille broute une feuille en creusant un trou, pour, plus tard, l'attaquer par les bords[8].
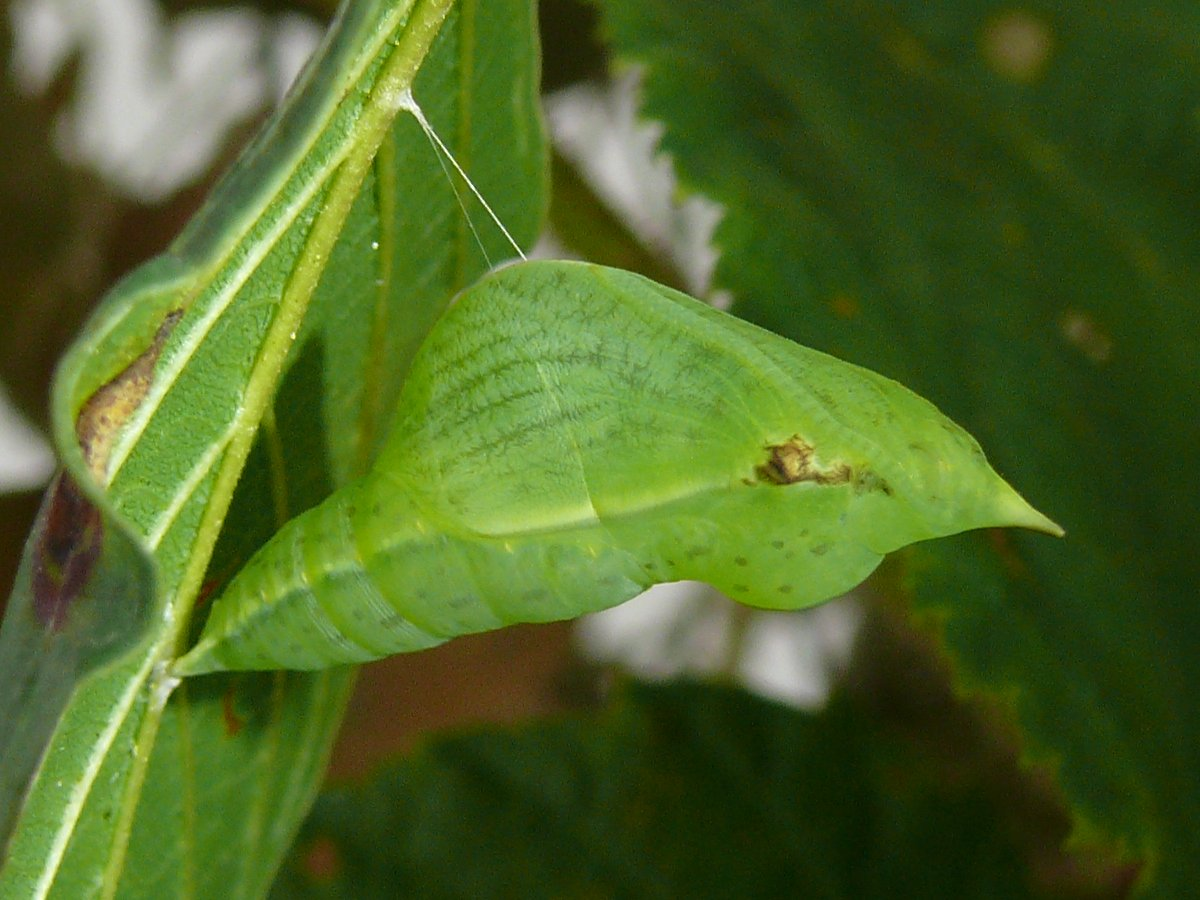
Chrysalide accrochée à son support[9] par un fil de soie et mimant une feuille enroulée[5].

## Biologie

### Période de vol et hivernation

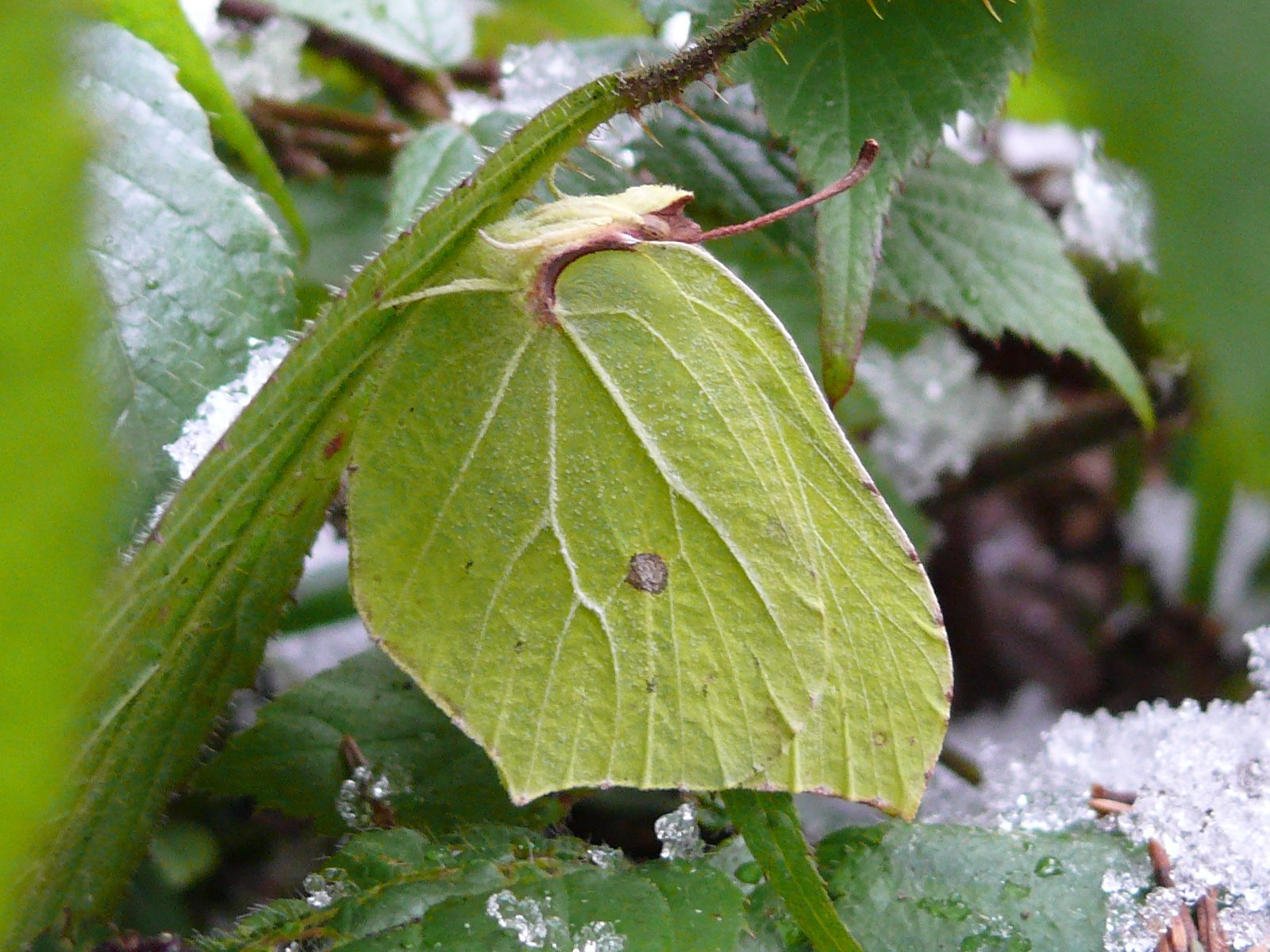
Citron mâle en cours d'hibernation. Le revers des ailes est un exemple de mimétisme : au repos, leur coloration cryptique et leur forme les font ressembler à des feuilles et leurs nervures.

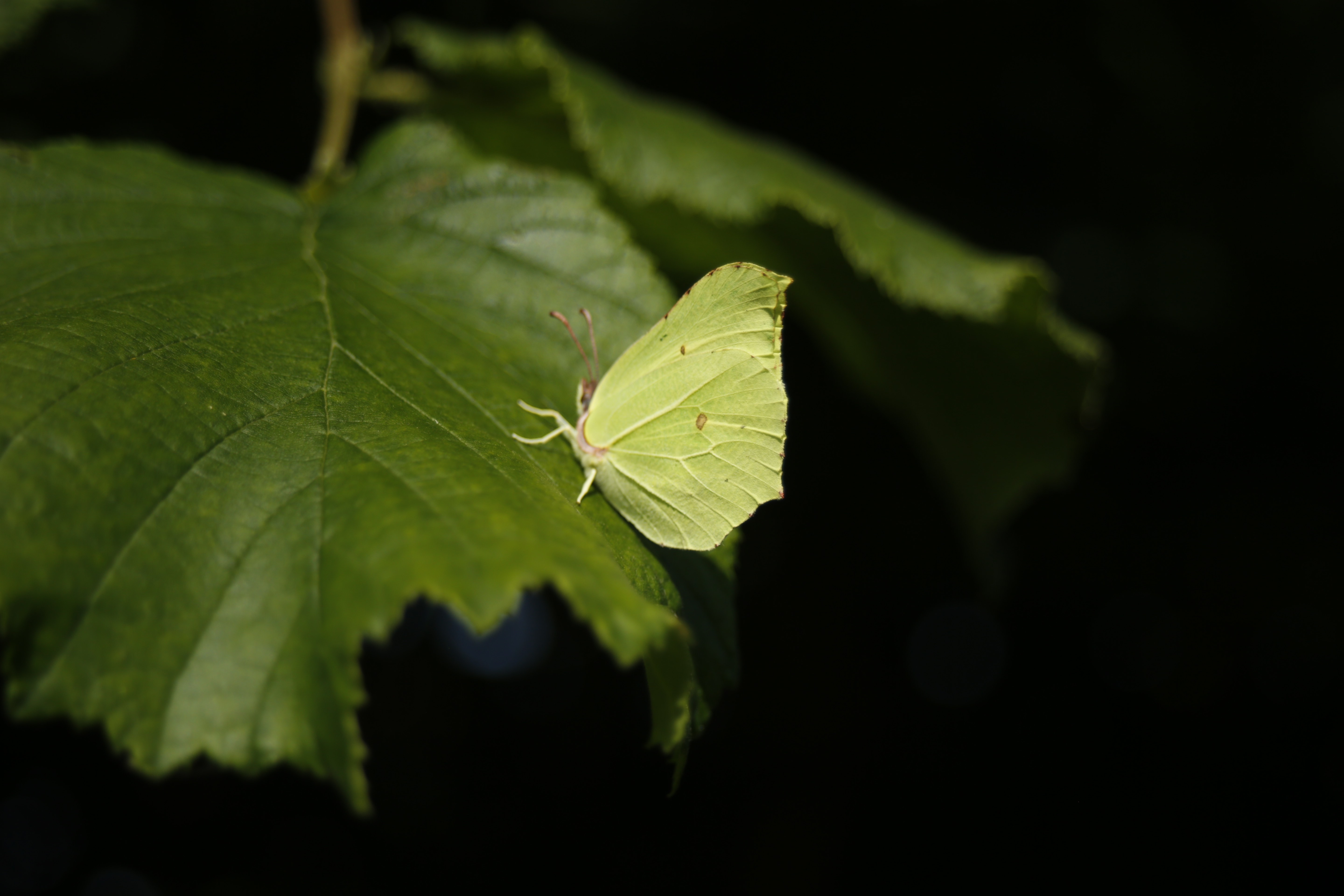
Citron

Le Citron hiverne à l'état d'imago puis vole à nouveau dès les premiers jours de soleil. C'est le papillon qui détient le record de longévité à l'état imaginal : il peut en effet survivre jusqu'à douze mois, avec une longue période d'hivernation où il se cache préférentiellement en groupe dans le feuillage des lierres, des houx, des ronciers ou d'arbustes sempervirents des bois, voire dans des creux d'arbres, des anfractuosités d'une pierre, sous une écorce ou dans un grenier.
Dotés d'un « sommeil » léger, les papillons hivernants volent parfois en hiver et sont parmi les premiers à apparaître en février, butinant les rares fleurs déjà écloses, notamment celles des pissenlits. Ces papillons univoltins réapparaissent nombreux au premier printemps, se reproduisent et donnent de juin en août, selon l'altitude, leur génération annuelle en Europe, suivie d'une seconde émergence, partielle, qui peut être observée en août et en septembre, surtout en Afrique du Nord et dans le sud de l'Europe. Le mâle au printemps guette depuis un perchoir le passage des femelles. Si un autre mâle pénètre dans son territoire, il est chassé au cours d'intenses attaques aériennes. Au cours de la parade nuptiale, la femelle vole verticalement à grande vitesse dans le ciel, poursuivie par le mâle, jusqu'à ce que le couple disparaisse de la vue, puis redescende pour se cacher dans l'herbe où l'accouplement a lieu. Une communication chimique se met en place, avec la femelle qui « abaisse ses ailes et redresse l'abdomen, exposant une touffe d'écailles odorantes. Pour s'accoupler, le mâle doit réussir à passer sous les ailes de la femelle ». Les chenilles accomplissent une métamorphose incomplète en juin, en cinq stades larvaires (la nymphose dure en moyenne deux semaines). Les adultes émergent au début de l'été, estivent parfois et s'accouplent. Ils volent par intermittence durant quelques semaines, certains visitant des fleurs jusqu'au mois de novembre, puis hivernent jusqu'au printemps suivant.

### Plantes hôtes
Les plantes hôtes de la chenille sont des Rhamnus, dont le Nerprun purgatif sur calcaire et l'Alaterne en région méditerranéenne, et des Frangula, dont la bourdaine sur terrain acide.

### Alimentation
Le Citron a un régime alimentaire assez généraliste : il effectue des stations sur les têtes florales de plusieurs espèces différentes, privilégiant celles à capitule. Ainsi, la présence de sources de nectar à capitules (Centaurea jacea, Knautia arvensis et Succisa pratensis) influe sur la distribution régionale de la population automnale de Citron. Pendant de longues minutes, il s'affaire sur cette inflorescence, en visitant à tour de rôle et plusieurs fois consécutives les fleurs simples jusqu'à les vider entièrement de leur nectar. Cet éclectisme alimentaire lui assure une longue période de vol. Son large spectre d'action lui permet en outre de coloniser de nombreux biotopes.

## Distribution et habitat

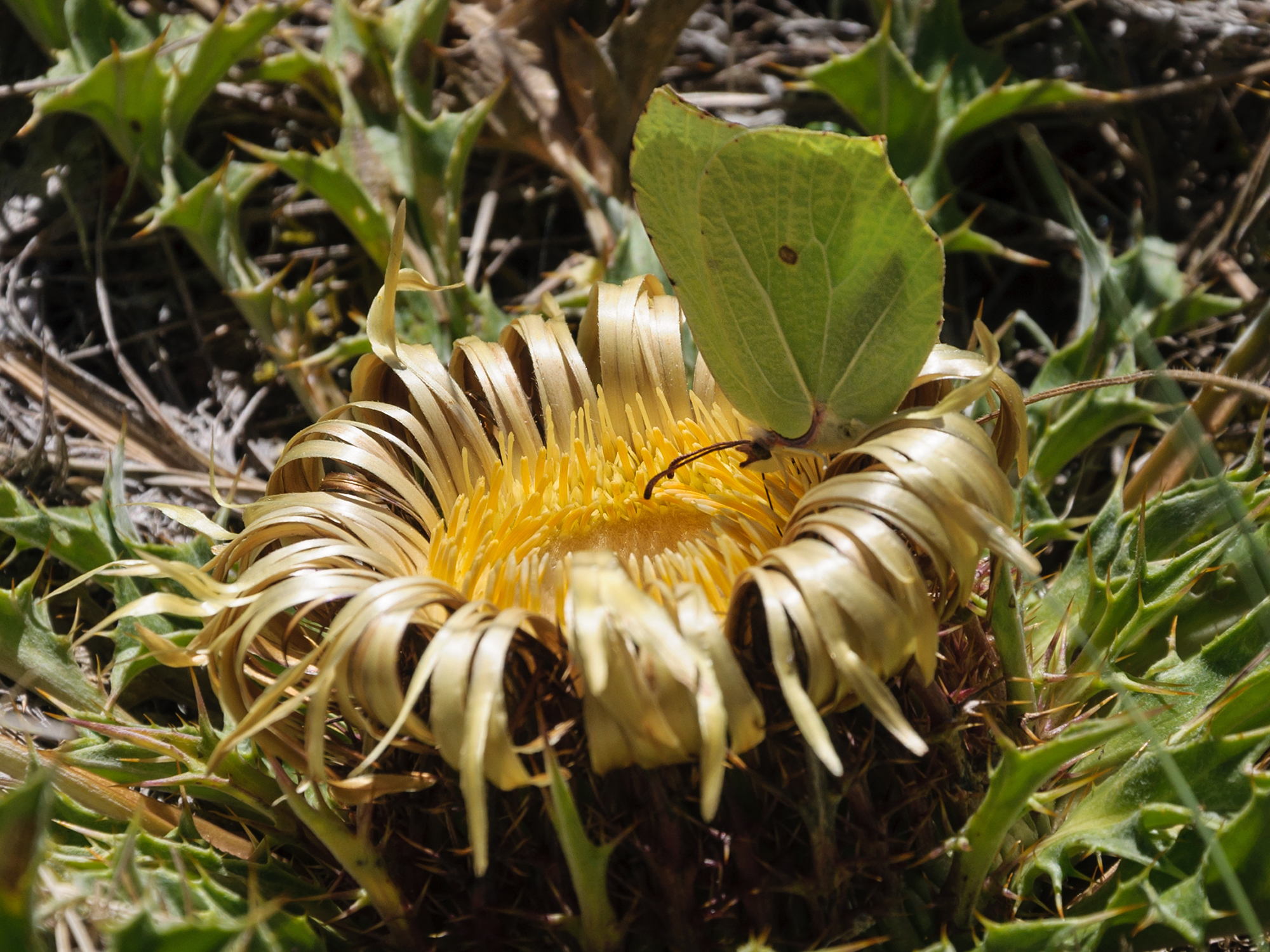
Un Citron sur une Carline à feuilles d'acanthe, en Lozère.

### Aire de répartition
Le Citron se rencontre en Europe, en Afrique du Nord, en Asie mineure, en Syrie, et en Russie jusqu'en Sibérie. Il y est répandu et assez abondant, mais est moins fréquent que Gonepteryx cleopatra en région méditerranéenne.
Il est présent dans tous les départements de France métropolitaine.

### Habitat
Espèce euryèce, le Citron est avant tout un habitant des lisières, des clairières, laies et allées forestières, des prairies bocagères, des broussailles qui lui offrent chaleur, soleil et fleurs nectarifères en abondance, mais il passe aussi dans les friches et les landes, et fréquente régulièrement les jardins fleuris. Ce papillon vit tant en plaine qu'en montagne, jusqu'à plus de 2 000 m d'altitude.
Avec le Tircis, le Citron fait partie des deux papillons diurnes en Europe qui fréquentent les sous-bois à l'état adulte : la femelle « s'y enfonce momentanément à la recherche des buissons de bourdaine qui nourriront sa progéniture dans une bienveillante pénombre ».

## Systématique

### Historique et étymologie
L'espèce actuellement appelée Gonepteryx rhamni a été décrite en 1758 par le naturaliste suédois Carl von Linné, sous le nom initial de Papilio rhamni.
L'épithète spécifique rhamni fait référence aux plantes hôtes de la chenille, les Rhamnus (Nerpruns).
Gonepteryx rhamni est l'espèce type du genre Gonepteryx, décrit en 1815, et dont le nom est issu du grec gonia, « angle », et pteryx, « aile », en raison de sa découpe alaire particulière. Au sein de l'ordre des Lépidoptères, ce genre est classé dans la famille des Pieridae et la sous-famille des Coliadinae.

### Sous-espèces
Plusieurs sous-espèces ont été décrites :
- Gonepteryx rhamni rhamni (Linnaeus, 1758)
- Gonepteryx rhamni transiens Verity, 1913 — Sud de l'Europe, Grand Caucase et Ouest de la Sibérie.
- Gonepteryx rhamni nana Wnukowsky, 1935 — Altaï, Sud de la Sibérie, Transbaïkalie.
- Gonepteryx rhamni meridionalis Röber, 1907 — Afrique du Nord, Haut-plateau arménien.
- Gonepteryx rhamni miljanowskii Nekrutenko, 1966 — Petit Caucase.
- Gonepteryx rhamni tianshanica Nekrutenko, 1970 — Tian Shan, Transbaïkalie, Jungar Alatau.
- Gonepteryx rhamni carnipennis Butler
- Gonepteryx rhamni concolor Mell
- Gonepteryx rhamni kurdistana de Freina, 1989

## Le Citron et l'homme

### Protection
Largement répandu et commun, le Citron ne fait pas l'objet d'une protection particulière en France.

### Culture populaire

Timbre de la poste allemande.

Il est possible que le nom anglais du papillon butterfly (littéralement « mouche de beurre ») soit la contraction du nom butter-coloured fly (« mouche à la couleur du beurre »), ce dernier étant le nom vernaculaire du Citron donné par les naturalistes britanniques qui faisaient référence à la couleur jaune citron du dessus des ailes du mâle, la couleur du revers des ailes pouvant varier du jaune soufre à l'ocre pâle. Cette couleur leur rappelait celle du beurre qui variait aussi selon les localités, les saisons. Que l'hypothèse soit fondée ou non, il n'en reste pas moins vrai que le Citron était et reste une des espèces emblématiques des papillons, en raison de sa distribution très large et son apparition des plus précoces qui annonce le printemps.

### Philatélie
Ce papillon très répandu se rencontre souvent dans le monde de la philatélie : il figure par exemple sur un timbre édité en 2005 en Allemagne.